# Lismore (Waterford)
Lismore (irl. Lios Mór) – miasto w hrabstwie Waterford w Irlandii, położone nad rzeką Munster Blackwater.